# Puerto Rico Open 2002
Die Puerto Rico Open 2002 im Badminton fanden vom 26. bis zum 29. September 2002 in Vellalba statt. Es war das erste Grand-Prix-Turnier, das jemals in Mittel- und Südamerika ausgerichtet wurde. Aus diesem Grunde wurde das Turnier auch als Open anstelle des vorher verwendeten International bezeichnet.

## Sieger und Platzierte
| Disziplin    | Gold                              | Silber                            | Bronze                             |
| ------------ | --------------------------------- | --------------------------------- | ---------------------------------- |
| Herreneinzel | Peter Rasmussen                   | Yousuke Nakanishi                 | Tjitte Weistra                     |
| Herreneinzel | Peter Rasmussen                   | Yousuke Nakanishi                 | Andrew Smith                       |
| Dameneinzel  | Denyse Julien                     | Charmaine Reid                    | Lorena Blanco                      |
| Dameneinzel  | Denyse Julien                     | Charmaine Reid                    | Dolores Marco                      |
| Herrendoppel | Tony Gunawan Khankham Malaythong  | José Antonio Crespo Sergio Llopis | Shuichi Nakao Shuichi Sakamoto     |
| Herrendoppel | Tony Gunawan Khankham Malaythong  | José Antonio Crespo Sergio Llopis | Guilherme Kumasaka Guilherme Pardo |
| Damendoppel  | Felicity Gallup Joanne Muggeridge | Helen Nichol Charmaine Reid       | Ximena Bellido Lorena Blanco       |
| Damendoppel  | Felicity Gallup Joanne Muggeridge | Helen Nichol Charmaine Reid       | Sandra Jimeno Doriana Rivera       |
| Mixed        | Tony Gunawan Mesinee Mangkalakiri | Tjitte Weistra Doriana Rivera     | Matthew Hughes Joanne Muggeridge   |
| Mixed        | Tony Gunawan Mesinee Mangkalakiri | Tjitte Weistra Doriana Rivera     | Chris Trenholme Helen Nichol       |